# Sogdiana

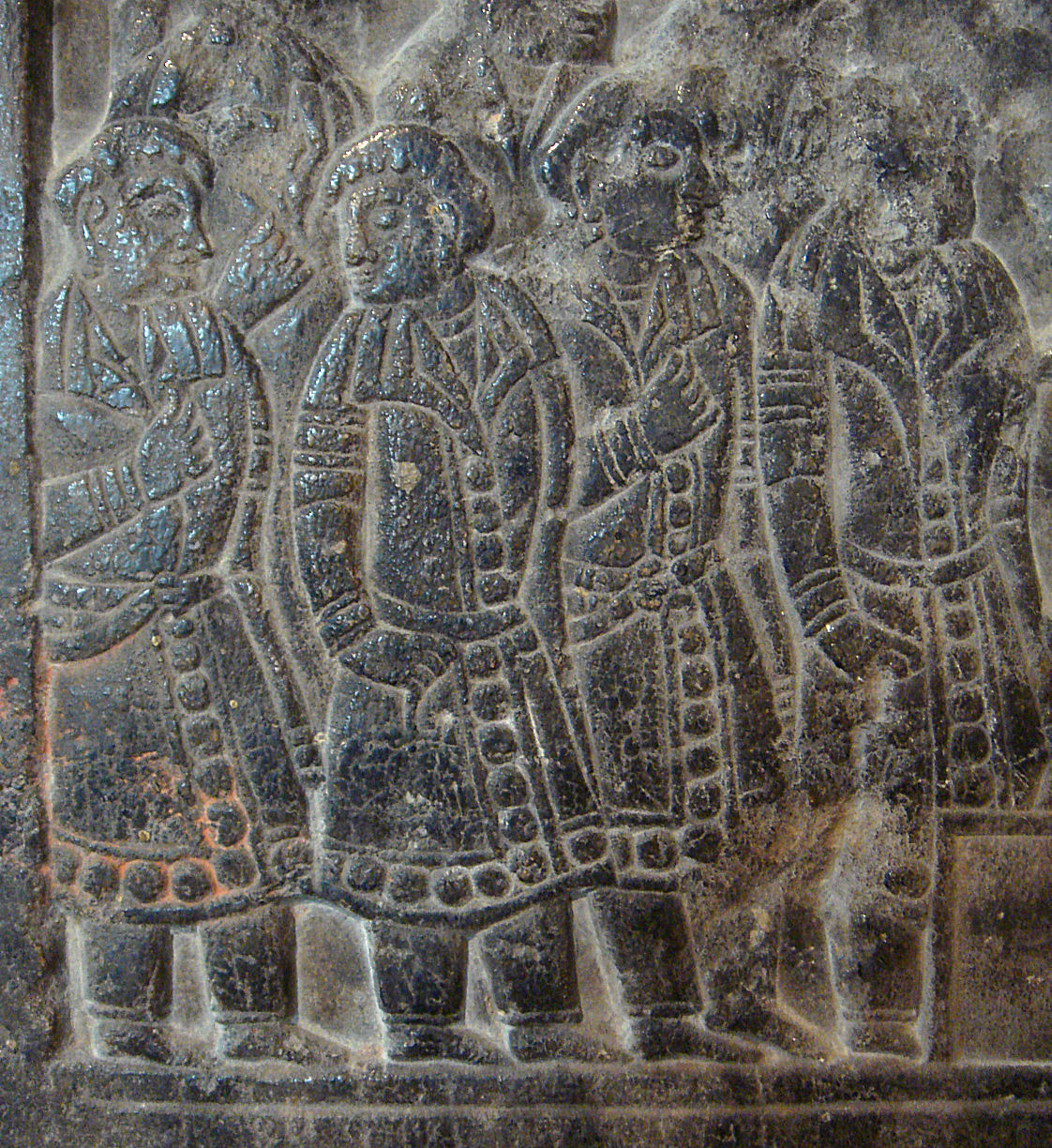
Người Túc Đặc, được miêu tả trên một bia Bắc Tề Trung Quốc, khoảng năm 567-573 SCN.

Sogdiana hoặc Sogdia (tiếng Ba Tư cổ: Suguda-; tiếng Hy Lạp cổ đại: Σογδιανή, Sogdianē; tiếng Ba Tư: سغد - Sōġd; tiếng Tajik: Суғд - Sughd; tiếng Uzbek: Sogd; tiếng Trung: 粟特; Hán-Việt: Túc Đặc) là nền văn minh cổ xưa của người Iran và là một tỉnh của Đế chế Achaemenes Ba Tư, thứ mười tám trong danh sách trên văn bia Behistun của Darius Đại Đế (i. 16). Sogdiana là "liệt kê" là vùng đất thứ hai trong số những "vùng đất tốt và các quốc gia" mà Ahura Mazda tạo ra. Khu vực này được liệt kê đứng thứ hai sau Airyana Vaeja, Vùng đất của người Aryan, trong cuốn sách của Bái Hỏa giáo, Vendidad hoặc "Videvdat", cho thấy tầm quan trọng của khu vực này từ thời cổ đại. Sogdiana, vào những thời điểm khác nhau, bao gồm vùng lãnh thổ quanh Samarkand, Bukhara, Khujand và Kesh hiện nay của Uzbekistan. Cư dân của Sogdiana là người Sogdia, một dân tộc miền đông Iran và là một trong những tổ tiên của người Tajik, Pashtun và Yagnob hiện đại.
Các tiểu quốc của người Sogdia, mặc dù không bao giờ thống nhất về chính trị, đã tập trung vào xung quanh thành phố chính Samarkand. Sogdiana nằm phía bắc của Bactria, phía đông của Khwarezm, và phía đông nam của Kangju giữa sông Oxus (Amu Darya) và Jaxartes (Syr Darya), và những thung lũng màu mỡ của sông Zeravshan (sông Polytimetus). Vùng lãnh thổ của người Sogdia tương ứng cho các tỉnh Samarkand và Bokhara ở Uzbekistan hiện nay cũng như tỉnh Sughd của Tajikistan ngày nay.

## Lịch sử

### Thời kì Hy Lạp hóa
Một Sogdiana độc lập và hiếu chiến  đã hình thành nên một khu vực biên giới ngăn cách triều đại Achaemenid người Ba Tư với dân Scythia du mục ở phía bắc và phía đông.Tảng đá Sogdia hoặc Tảng đá của Ariamazes, một pháo đài ở Sogdiana, đã bị chiếm vào năm 327 trước Công nguyên bởi quân đội của Alexander Đại đế, sau một chiến dịch kéo dài đè bẹp sự kháng cự của người Sogdia và các tiền đồn quân sự được thành lập bởi các cựu binh Macedonia của ông, Alexandros thống nhất Sogdiana với Bactria vào thành một tỉnh. Sức mạnh quân sự của người Sogdian không bao giờ phục hồi. Sau đó Sogdiana trở thành một phần của vương quốc Hy Lạp-Bactria, thành lập năm 248 trước Công nguyên bởi Diodotos, khoảng một thế kỷ sau. Euthydemos I dường như đã từng nắm giữ lãnh thổ Sogdia, và tiền xu của ông sau đó đã được sao chép tại địa phương. Eucratides dường như cũng đã khôi phục lại chủ quyền đối với Sogdia một cách tạm thời. Cuối cùng, khu vực bị chiếm đóng bởi những người du mục Scythia và Nguyệt Chi khoảng năm 150 trước Công nguyên.